# Bommalapura, Heggadadevankote
Bommalapura là một làng thuộc tehsil Heggadadevankote, huyện Mysore, bang Karnataka, Ấn Độ.